# デメトリオス2世 (マケドニア王)
デメトリオス2世（Δημήτριος Β' Αιτωλικός、紀元前275年 - 紀元前229年）は、アンティゴノス朝マケドニアのマケドニア王（在位：紀元前239年 - 紀元前229年）である。渾名の「アイトリコス」はアイトリア同盟との闘争に長年を費やしたことから付けられた。彼はアンティゴノス2世・ゴタナスの子で、息子はピリッポス5世である。

## 生涯
デメトリオスはアンティゴノス2世の在位中の紀元前260年に、デルディアでエピロス王アレクサンドロス2世を破ってマケドニアの存続を守るなど活躍をしていた。また、当時マケドニアに敵対する形で形成されたアカイア同盟とアイトリア同盟と対峙しなければならなかったが、彼はの間の駆け引きを巧みに操り、アイトリア同盟に与していたボイオティアを離反させることなどに成功している。しかし、エピロスで政府が転覆し、共和政が布かれると彼の立場は弱体化した。
またデメトリオスは、マケドニア北部から南下する蛮族も撃退せねばならず、ダルダニ族との戦いは熾烈を極め、王位を幼い息子ピリッポスに託して紀元前229年に没した。

## 子女
シリア王アンティオコス1世の娘ストラトニケ（従妹で母の異父妹にあたる）と結婚し、1女をもうけた。
- アパメー3世 - ビテュニア王プルシアス1世と結婚

エピロス王アレクサンドロス2世の娘フティアと結婚した。
クリセイスとの間に1男をもうけた。クリセイスは後にアンティゴノス3世と再婚した。
- ピリッポス5世 - マケドニア王